# Martinet cafre
Apus caffer
Espèce
Statut de conservation UICN

 LC  : Préoccupation mineure
Le Martinet cafre (Apus caffer), Martinet caffre, Martinet de Cafrerie ou encore Martinet à croupion blanc, est une espèce de martinets, oiseaux de la famille des Apodidés.
C'est une espèce monotypique (non subdivisée en sous-espèces).

## Description

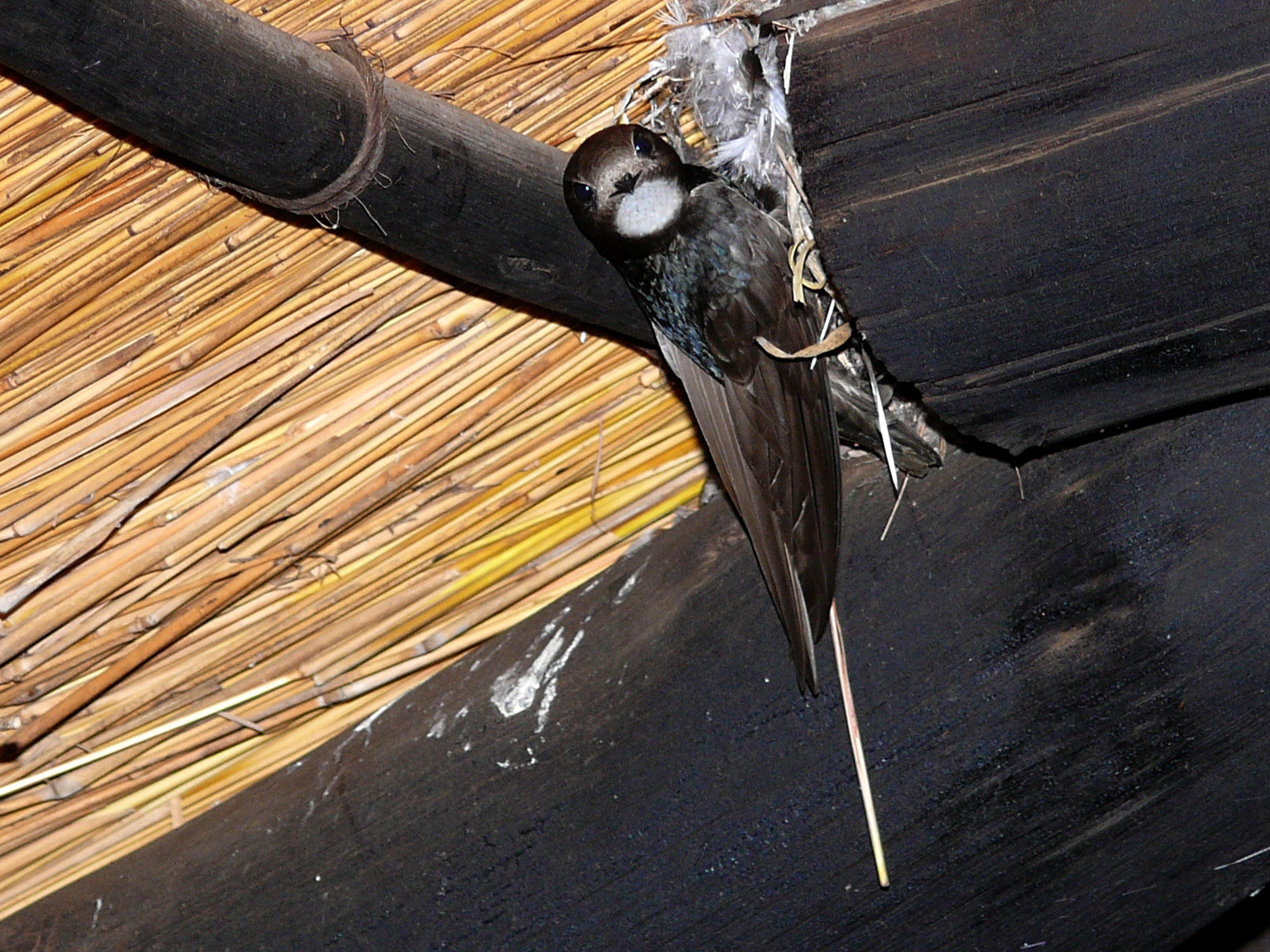
Martinet cafre (Parc national Kruger, Afrique du Sud)

## Aire de répartition et habitat
Le martinet cafre est originaire d'Afrique subsaharienne. Au XXe siècle, son aire de répartition s'étend au Maroc, puis au Portugal et dans le Sud de l'Espagne à partir des années 1960.
En 2022, une première nidification a été observée en Corse; en 2023, un individu est également observé à Minerve dans l'Hérault en France.

## Statut de conservation

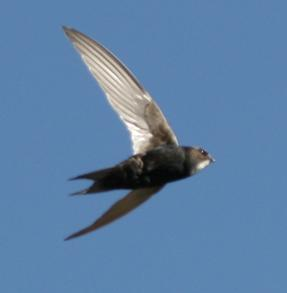
En vol

Le martinet cafre fait l'objet d'une préoccupation mineure de la part de l'UICN,.